# 曾蔭培
曾蔭培，GBS，OBE，QPM，CPM（英語：Tsang Yam-pui；1946年9月11日—），籍貫為廣東南海九江鎮上西鄉龍迴新基村。其父曾雲是香港警務人員，服務達30年，擁有5子1女，曾蔭培為其二子。曾蔭培生於香港，前香港警務處處長，前香港特別行政區行政長官曾蔭權二弟，曾雲家族成員。

## 背景
曾蔭培早年就讀荷里活道警察小學和金文泰中學（1958年入讀中一），與前警務處副處長（行動）黃燦光為小學同學。曾蔭培於1964年畢業於金文泰中學中六年級，繼而因為未達到當年投考警隊的歲數門檻（19歲）而先考入柏立基教育學院，並於1965年畢業，取得1年制教育文憑。畢業後曾在一所官立學校任教，又曾報讀一所英文專修學校，直至1966年1月成功投考警隊且加入香港警務處，成為見習督察，服務期間先後駐守於軍裝部、反貪污部、非法入境情報科及毒品調查科，被稱譽為「黃金戰士」。
1984年至1987年，曾蔭培先後擔任油麻地（今油尖警區）及深水埗警區指揮官。1987年至1989年，曾蔭培擔任毒品調查科主管。1992年至1994年，曾蔭培擔任刑事部主管。1994年，曾蔭培擔任港島總區指揮官。1995年，曾蔭培擔任刑事及保安處處長。1996年至1999年，曾蔭培獲委任為警務處副處長（管理）。2001年1月，曾蔭培獲委任為警務處處長，直至2003年12月退休。
2004年元旦退休不久，曾蔭培任職於新創建集團，擔任執行董事，協助新世界發展重新返回恒生指數成份股；曾經兼任新礦資源（港交所：1231）主席、新加坡豐樹產業私人有限公司（又一城主要控股股東）汞豐樹商產信託管理有限公司董事。2015年7月1日，曾蔭培獲委任為新創建集團行政總裁。2019年1月1日，他退任執行董事兼行政總裁，調任非執行董事。

## 個人生活
曾蔭培於1968年與當時任職警隊督察的同事張學書結婚。

## 獲頒榮譽
- 殖民地警察勞績獎章
- 女皇警察獎章
- 不列顛帝國官佐勳章
- 香港警察長期服務獎章
- 金紫荊星章